# Napak (district)
Le district de Napak est un district du nord-est de l'Ouganda. Sa capitale est Napak.

## Histoire
Ce district a été créé en 2010 par séparation du sud-ouest de celui de Moroto.